# Туризм в Финляндии

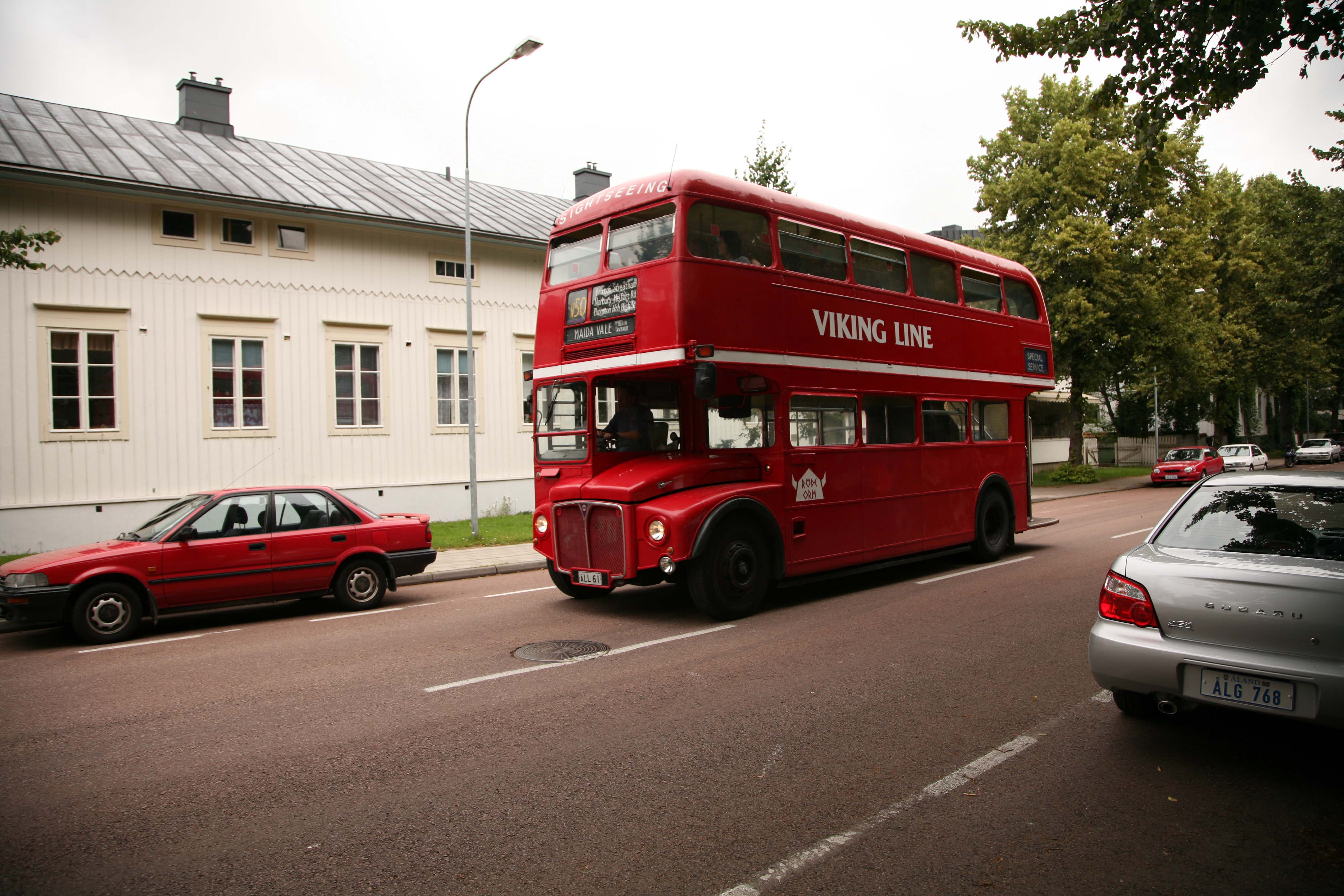
Туристический автобус в Мариехамне

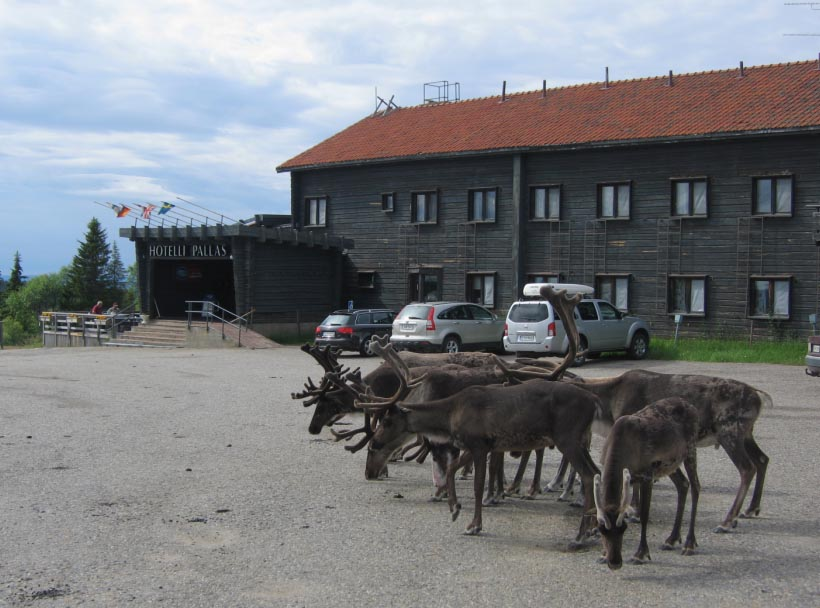
Гостиница в Муонио

Тури́зм в Финля́ндии — часть экономики Финляндии[уточнить].
Так, в 2017 году число иностранных туристов в Финляндии превышало 6 млн человек, самыми большими группами иностранцев стали туристы из России (с октября 2022 въезд российским туристам в Финляндию правительство запретило), Швеции и Германии, выросло количество туристов из Китая.
В период распространения COVID-19 (2020—2022) иностранный туризм был полностью остановлен.

## Развитие
По оценкам центра продвижения туризма MEK, развитие туристического бизнеса в стране сдерживалось сложившимися у иностранцев стереотипами, что Финляндия — далёкая, холодная и дорогая страна, в связи с чем MEK призвал разрушать сложившиеся предубеждения. 
В рамках этой стратегии финский актёр Вилле Хаапасало провёл в 2013—2014 годах серию семинаров для финских предпринимателей по маркетингу услуг для привлечения туристов из России.
Весной 2008 года Центр по развитию туризма Финляндии сообщил о выделении 400 тыс. евро для проведения рекламной кампании в России.
Предложенное в октябре 2013 года исполнительным директором региональной компании деловой жизни города Лаппеэнранта Маркусом Ланкиненем введение принудительного туристического налога в размере 50 центов с человека за ночь в гостинице (что, по его мнению, принесло бы городу значительные средства на развитие городской инфраструктуры и ремонт дорог), вызвало критику со стороны министерства финансов Финляндии.
российское направление
Российские туристы, приезжающие на горнолыжные курорты Финляндии (горнолыжные курорты Пюхя, Тахко, Химос и другие) на своих автомобилях — составляют значительную долю, что ставит Россию в ранг второго региона для местных туристических услуг. 
В период рождественских праздников и Нового года (см. Новый год в Финляндии) столичный регион (Большой Хельсинки) привлекает в особенности туристов из России, которые останавливаются здесь дольше обычного и тратят больше денег, чем за другие приезды; так, в 2012 году в период новогодних праздников в Финляндии побывало ~400 тысяч туристов из России, что на 10 % больше аналогичного показателя 2011 года.
В 2007 году страну посетило 853 974 россиян, что является рекордом, по сравнению с предыдущим годом показатель вырос на 26,1 %; они потратили на различные покупки в стране около четверти всей суммы (около 970 млн евро). За неполный 2008 год россияне потратили в Финляндии около 460 млн евро.
Из 4,3 млн туристов, посетивших Финляндию в мае—октябре 2011 года, свыше 1,7 млн составили туристы из России (на 27 % больше, чем аналогичный период 2010 года).
В мае 2013 года самую крупную группу составили туристы из России (только им было выдано более 1,5 млн виз).
В марте 2014 года был отмечен значительный спад (от 14 до 40 % в разных городах) посещаний Финляндии туристами из России.
В начале 2017 года было отмечено увеличение потока российских туристов в Финляндию и снижения числа финнов посещающих Россию.
В период распространения COVID-19 (2020—2022) иностранный туризм был полностью остановлен.
Резкий спад потока туристов начиная с середины 2022 года, как результат недружественные действия финских властей против России (в том числе закрытие границы с октября 2022 года). Закрытие границы лишило и граждан Финляндии свободы передвижения, а также стало проблемой для торговли. Так, крупный аутлет-центр Zsar Outlet Village, расположенный поблизости от российской границы, специально открытый в ноябре 2018 года и в который инвестировали 40 млн евро, без туристов из России стал банкротом.

### Инфраструктура
Гостиницы
В стране имеется сеть небольших частных гостиниц.
В 2012 году средняя стоимость номера гостиницы в Финляндии составляла 106 евро (в Стокгольме — € 129, в Копенгагене — € 123), что на 6 % выше, чем в 2011 году. В 2014 году специалисты отмечали общий спад гостиничного бизнеса.

## Популярные маршруты
Одним из самых популярных у иностранных туристов городом является столица Финляндии — Хельсинки. Также популярны и другие крупные города: Тампере, Турку, Оулу, Куопио и Порвоо, а в период рождественских праздников и Нового года столичный регион привлекает в особенности туристов из России, которые останавливаются здесь дольше обычного и тратят больше денег, чем за другие приезды.
Среди памятников природы  выделяют гору Аавасакса (Aavasaksa), расположенную вблизи Полярного круга, озеро Саймаа и другие.
По появившейся с мая 2015 года единой музейной карте (продаётся в кассах музеев и действует в течение года) можно посетить более 200 музеев страны.

## Лыжный туризм

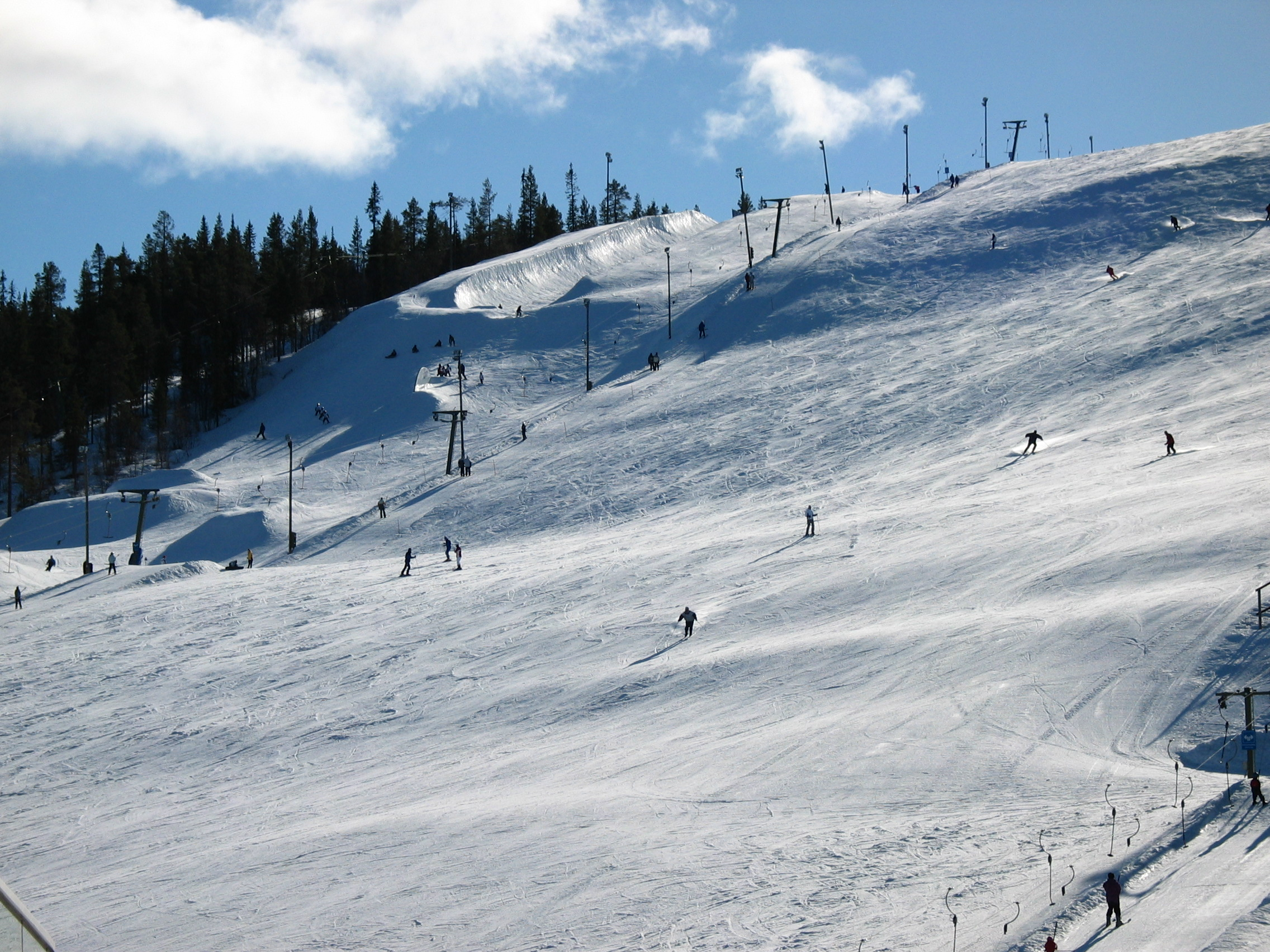
Центральный склон Леви

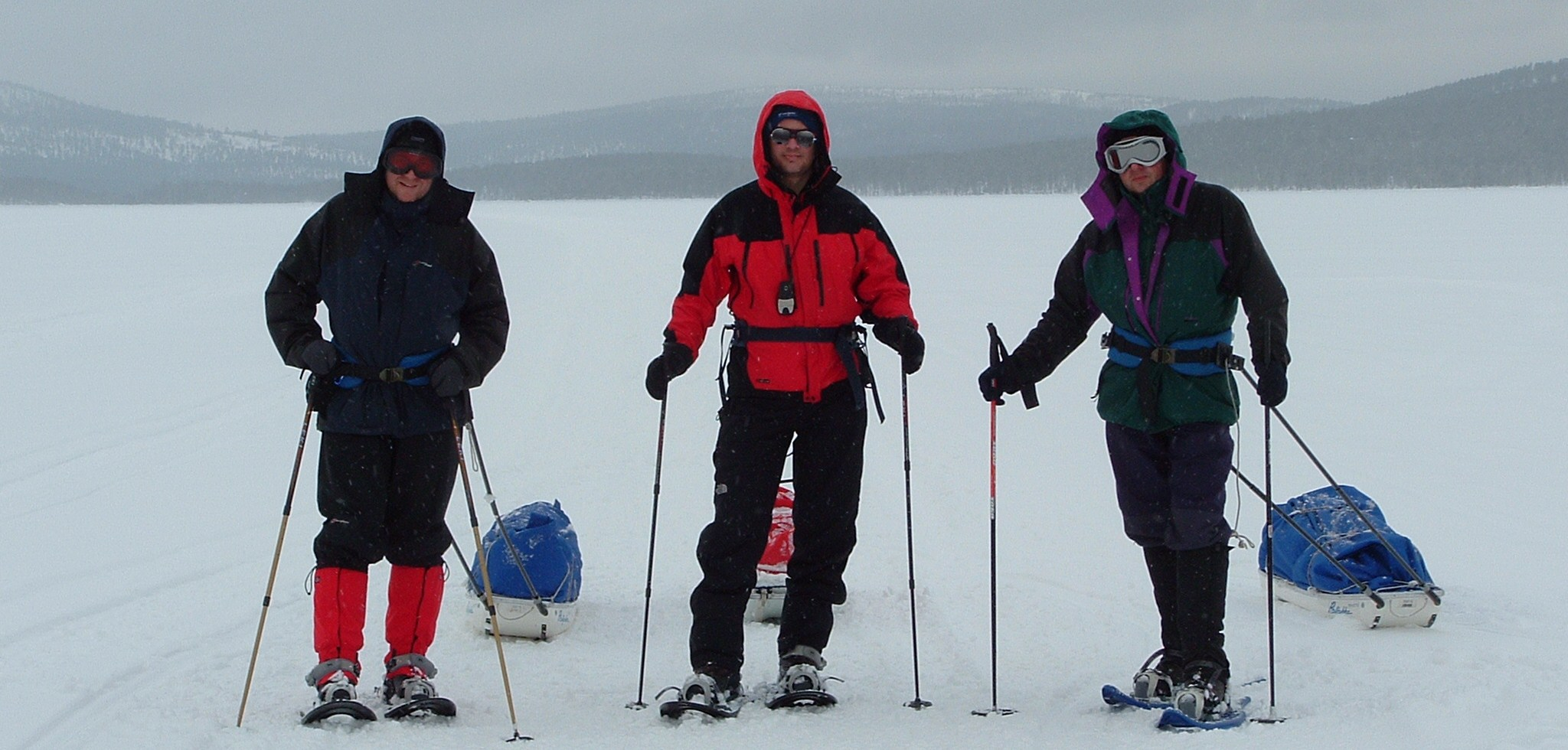

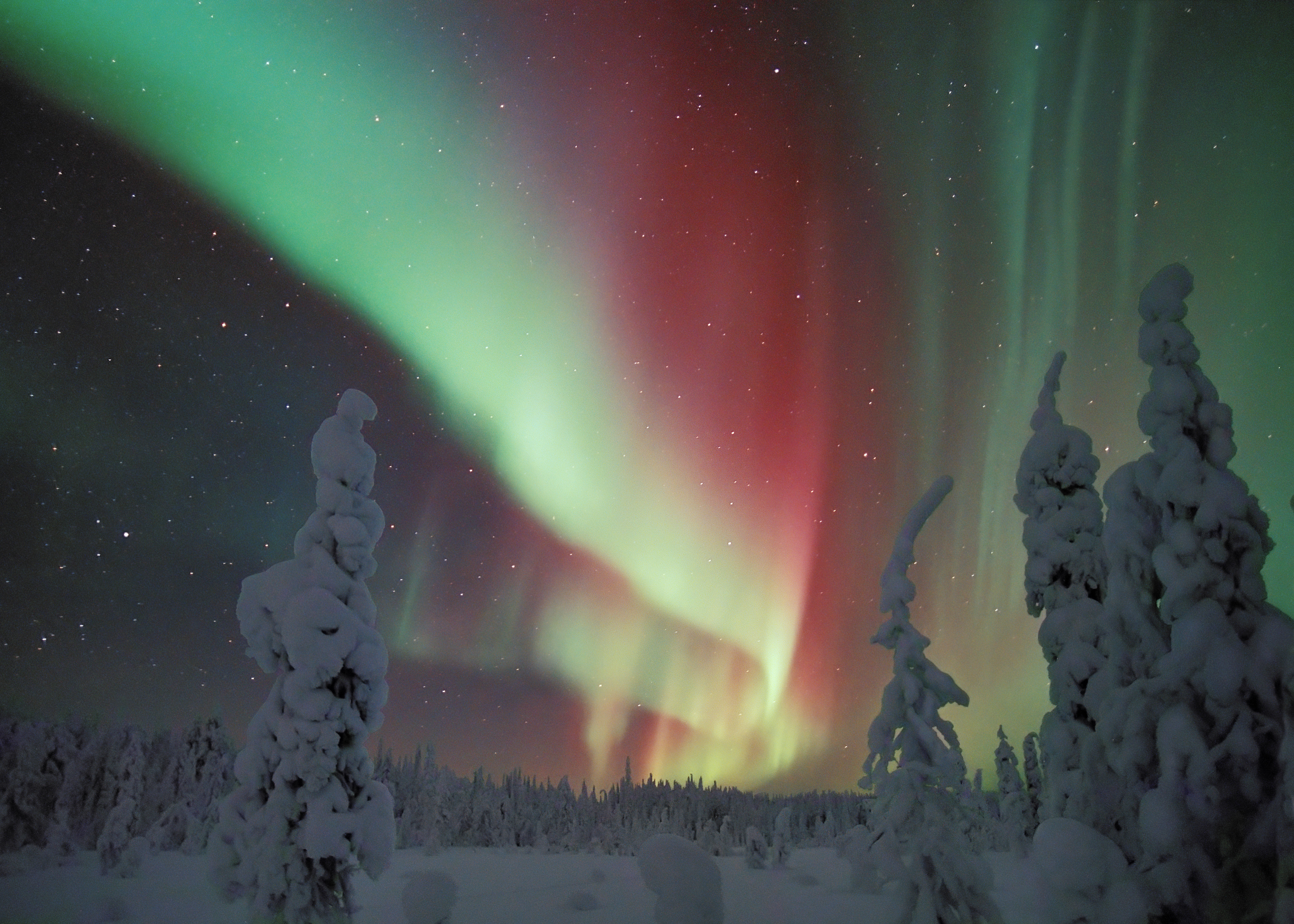
Северное сияние в Финляндии

В Финляндии, большей частью в Лапландии, развит зимний туризм — спуски для любителей горнолыжного спорта и сноуборда, походы на снегоходах, езда на собачьих и оленьих упряжках (курорт в Юлляс и другие). Известны своими горнолыжными спусками курорты Салла, Пюхя, Рука (близ Куусамо), Суому (близ Кемиярви), Саариселькя, Леви и Юлляс.
Специалисты отмечают значительное увеличение доли российских туристов, приезжающих на горнолыжные курорты Финляндии на своих автомобилях (горнолыжные курорты Пюхя, Тахко, Химос и другие), что ставит Россию в ранг второго отечественного региона для маркетинга местных туристических услуг. В 2012 году, в период новогодних праздников, в Финляндии побывало ~ 400 тысяч туристов из России, что на 10 % больше аналогичного показателя 2011 года.
С 1996 года в городе Кеми каждую зиму возводят огромную снежную крепость Lumilinna с Ледяным отелем, а северное сияние привлекает в Лапландию многочисленных туристов из Японии и Китая.

## Экологический туризм

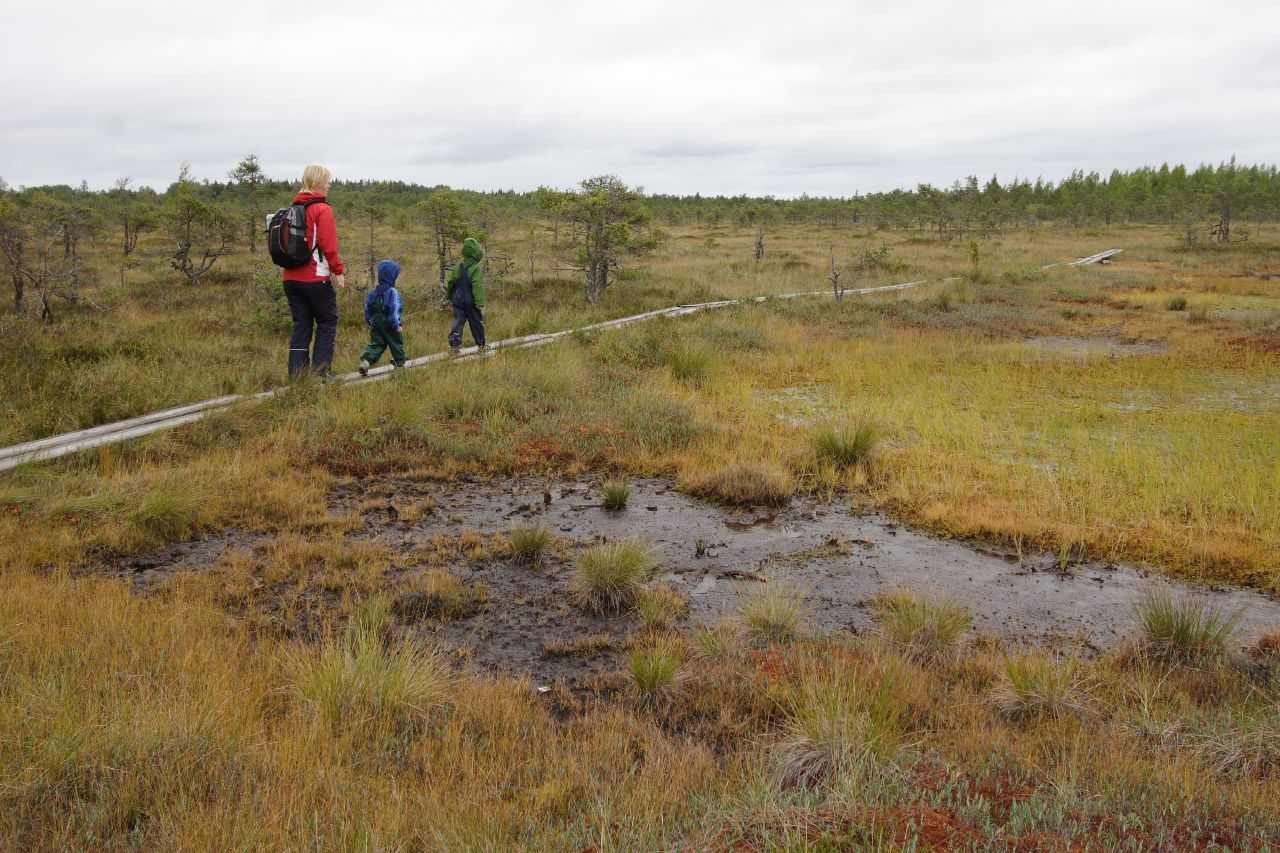
Туристы в национальном парке Валкмуса

С 2010-х набирает обороты экологический туризм. Туристическая отрасль страны предлагает для этих целей ряд пешеходных маршрутов по заповедным местам, а также посещение сети из 39 национальных парков и заповедных территорий.
В природном центре «Халтиа», расположенном близ национального парка Нууксио с 2014 года, в качестве эксперимента, начали предлагаться услуги на русском языке.
В регионе Хельсинки для эко-туризма в летнее время открыты ряд ранее недоступных для посещений туристами островов — Валлисаари, Кловахарун, Исосаари и другие.

## Религиозный туризм
Отдельную категорию составляет религиозный туризм (или паломничество) в целях которого — посещение расположенных в Финляндии православных Ново-Валаамского и Линтульского монастырей, Покровского братства и Елизаветинского сестричества, Успенского собора и ряда других исторических храмов XIX века.
В 2012 году в связи с возросшим интересом к Новому Валааму со стороны российских туристов, руководство монастыря для централизации туристических потоков заключило договор с российской паломнической службой «Радонеж». В год монастыри посещает до 15 тысяч туристов из России, что составляет 1/7 всех посетителей, а решением гильдии финских журналистов, пишущих о туризме, Ново-Валаамский монастырь был избран как лучший туристический объект Финляндии 2012 года.

## Медицинский туризм
В связи со спросом на услуги здравоохранения, отмечается рост числа российских туристов, приезжающих в Финляндию на лечение и оздоровительные мероприятия. В 2011—2012 годах в стране существенно возрос спрос на медицинских работников, владеющих русским языком.
Наиболее распространённой услугой является родовспоможение, а для российских рожениц в городе Лаппеэнранта при Спа-отеле «Holiday Club» к лету 2014 года намерены открыть первый частный роддом, что по мнению экспертов, с развитием других медицинских услуг, может дополнительно привлечь в город 4-8 тысяч российских медицинских туристов и принести в губернскую казну от 10 до 30 миллионов евро ежегодно.
Развитием медицинского туризма занимается Finpro в рамках проекта «Finland Care». В Хельсинки имеется гостиница, которая специализируется на размещении медицинских туристов.

## Секс-туризм
Проституция официально не запрещена в Финляндии, но при этом действует запрет на устройство борделей и сутенёрство. Также уголовно наказуема покупка сексуальных услуг у жертв торговли людьми, у проституток, действующих под контролем сутенёров и у лиц моложе 18 лет.
Финляндия остаётся одной из немногих стран ЕС (также Венгрия и Румыния), где сексуальные контакты с животными ещё не запрещены законом.
Путём создания сайта Gay Travel Finland, его основатель Ханну Виртанен старается привлечь в страну максимальное количество гей-туристов, заинтересованных в безопасных маршрутах и местах для отдыха.

## Статистика

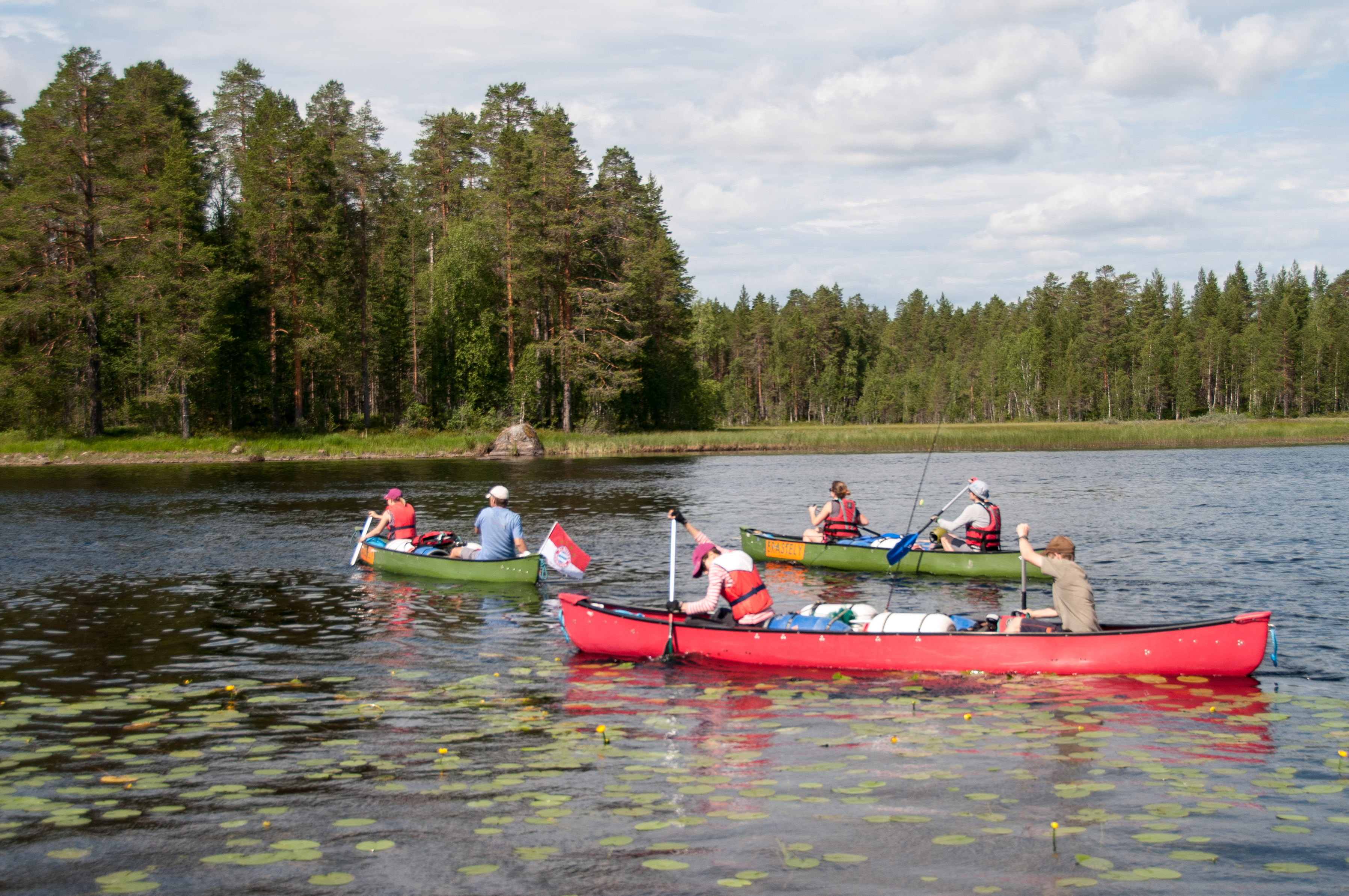

В 2007 году все гости Финляндии потратили на различные покупки в стране, в общей сложности, около 970 млн евро; около четверти трат приходилось на граждан России.
В 2011 году страну посетило 7,3 млн туристов, что на 17 % больше показателей 2010 года. 
Из 4,3 млн туристов, посетивших Финляндию в мае—октябре 2011 года, свыше 1,7 млн составляют туристы из России (это на 27 % больше, чем аналогичный период 2010 года); на втором месте — граждане Эстонии 466 000 человек (на 48 % больше, чем в 2010 году), на третьем — Швеции. Всего в 2011 году Финляндию посетило 7,3 млн иностранных туристов (на 17 % больше, чем в 2010) из них доля туристов из России составила 45 % (на 27 % больше, чем в 2010 году).
В среднем иностранные туристы оставались в Финляндии в течение 4,5 суток и тратили около 287 евро (российские туристы — 232 евро). Общая сумма потраченных туристами в 2011 году денег составила 2,2 млрд евро, что на 180 млн евро больше, чем в 2010 году.
В городах Южной Карелии (Лаппеэнранта и Иматра) уровень туристических продаж составил более 90 млн евро, большая часть из которых приходилась на российских туристов.
За период январь-май 2012 года число иностранных туристов относительно такого же периода 2011 года выросло на 12 %. На конец 2012 года зарегистрировано более 10 млн пересечений границы в юго-восточной Финляндии..
В мае 2013 года самую крупную группу составили туристы из России (только для туристов из России Финляндия выдала более 1,5 млн виз), они провели в стране в общей сложности 122 тысячи суток (на 50 % больше показателей мая 2012 года); на втором месте — туристы из Швеции, 43 тысячи суток (снижение показателей на 7 %); третьи — туристы из Германии, 34 тысячи суток (на 10 % больше мая 2012 года). 
Туристы из Китая провели в Финляндии 117 тысяч суток (на 30 % больше, чем в 2012 году).
В феврале-марте 2014 года в Финляндии наблюдался общий спад туристического бизнеса, приблизившийся к показателям 2009 года (когда уменьшение числа иностранных туристов было связано с последствиями экономического кризиса). В сентябре число ночёвок туристов из России уменьшилось на 20 % по сравнению с данными 2013 года, а в декабре этот показатель вырос до 50 %.
Снижение с 2014 года числа российских путешественников, подвигает туристический бизнес Финляндии к более интенсивной разработке азиатского сегмента отрасли и внутреннего туризма. 
В 2017 году, по данным Статистического комитета,  число иностранных туристов в Финляндии превышало 6 млн человек. Самыми большими группами иностранцев оставались туристы из России, Швеции и Германии; больше всего выросло количество туристов из Китая (↗ 46 %).

## Внутренний туризм
Сами финны выезжали на отдых внутри страны в 2012 году 26,8 млн раз (в 2008 — 27,1 млн; в 2011 — 31,2 млн раз), а за границу — 5,8 млн (2012) (в 2008 году — 3,3 млн раз). 

Лидерами заграничных поездок финнов остаются Эстония, Греция, Испания, Италия и Хорватия.